# Олтре Грана (Кунео)
Олтре Грана је насеље у Италији у округу Кунео, региону Пијемонт.
Према процени из 2011. у насељу је живело 64 становника. Насеље се налази на надморској висини од 567 м.